# Hans Reichenbach
Hans Reichenbach (Hamburgo, 26 de septiembre de 1891 - Los Ángeles, 9 de abril de 1953) fue un físico, filósofo y lógico alemán, uno de los más importantes filósofos de la ciencia del siglo XX. Hizo importantes contribuciones a la teoría de la probabilidad y a las interpretaciones filosóficas de la relatividad, de la mecánica cuántica y de la termodinámica. Fundó el Círculo de Berlín, cuyos miembros participaron en muchas de las discusiones del Círculo de Viena, por lo que a veces se les considera como representantes del positivismo lógico.
Para Reichenbach el significado de todos los tiempos verbales se obtiene del modo en que se combinan tres términos teóricos, a saber, el punto del habla (H), que designa el momento de la enunciación, el punto de evento (E), que refiere al punto de la línea temporal en el que se localiza el acontecimiento denotado por el predicado verbal, y el punto de referencia (R), que se corresponde con un intervalo de tiempo.

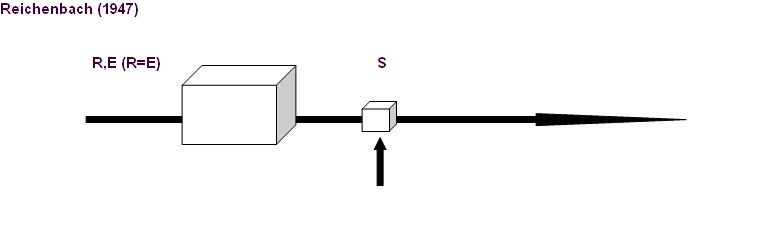
Línea de tiempo, pasado, E,R-S (H)

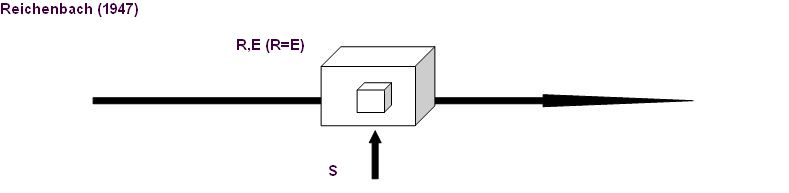
Línea de tiempo, actualidad, E,R,S (H)

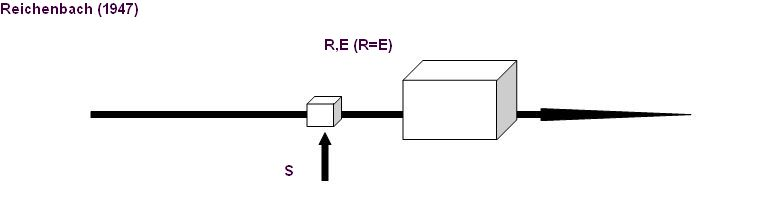
Línea de tiempo, futuro, (H) S-E,R